# Marc Casadó
Marc Casadó, né le 14 septembre 2003 à Sant Pere de Vilamajor, est un footballeur international espagnol qui évolue au poste de milieu défensif au FC Barcelone.

## Biographie
Né à Sant Pere de Vilamajor, en province de Barcelone,,, Marc Casadó est passé par plusieurs clubs amateurs catalans dans sa province natale, avant de rejoindre le FC Barcelone en 2016,, où il joue initialement dans l'équipe des moins de 14 ans.

### Carrière en club
Ayant gravi les échelons des équipes de jeunes barcelonaises à La Masia, où il s'impose rapidement comme un leader, Marc Casadó est le capitaine de l'équipe des moins de 19 ans qui remporte le championnat national en 2022,,,.
Ayant prolongé son contrat avec le club jusqu'en 2024 le 5 juillet 2022,,,, le jeune catalan fait ses débuts au Barça Atlètic le 27 août 2022, titulaire lors d'une victoire 3-2 à domicile contre le CD Castellón en Primera Federación. S'imposant rapidement dans la réserve des blaugranas, il est à seulement 18 ans nommé co-capitaine de l'équipe de troisième division,.
Casadó fait ses débuts professionnels avec l'équipe première du FC Barcelone le 1er novembre 2022, remplaçant Franck Kessié à la 67e minute du match de poule de Ligue des champions contre le Viktoria Plzeň, une victoire 4-2 à l'extérieur.
En juin 2024, Casadó signe une prolongation de contrat avec le FC Barcelone jusqu'en 2028. En début de saison, il profite de l'absence sur blessure de plusieurs joueurs pour prendre une place au sein du milieu de terrain catalan sous la direction d'Hansi Flick. Régulièrement titulaire en tant que milieu défensif, Casadó est également auteur de cinq passes décisives entre le début de saison et le début du mois de novembre. En mars 2025, il se blesse à un ligament du genou droit lors d'un match de Liga contre l'Atlético de Madrid. Ce ligament n'étant pas complètement rompu, le joueur peut éviter une intervention chirurgicale et sa convalescence est estimée à deux mois.

### Carrière en sélection
Casadó est international espagnol en équipes de jeunes, ayant été appelé en 2019 avec les moins de 16 puis les moins de 17 ans.
En novembre 2024, Casadó est convoqué pour la première fois en sélection espagnole par le sélectionneur Luis de la Fuente à l'occasion de deux rencontres de Ligue des nations.

## Statistiques générales
| Saison                | Club                  | Championnat           | Championnat | Championnat | Championnat | Coupe(s) nationale(s) | Coupe(s) nationale(s) | Coupe(s) nationale(s) | Supercoupe | Supercoupe | Supercoupe | Compétition(s) continentale(s) | Compétition(s) continentale(s) | Compétition(s) continentale(s) | Compétition(s) continentale(s) | Espagne | Espagne | Espagne | Total | Total | Total |
| Saison                | Club                  | Division              | M.          | B.          | P.d.        | M.                    | B.                    | P.d.                  | M.         | B.         | P.d.       | Comp.                          | M.                             | B.                             | P.d.                           | M.      | B.      | P.d.    | M.    | B.    | P.d.  |
| 2022-2023             | FC Barcelone          | Liga                  | -           | -           | -           | -                     | -                     | -                     | -          | -          | -          | C1                             | 1                              | 0                              | 0                              | -       | -       | -       | 1     | 0     | 0     |
| 2023-2024             | FC Barcelone          | Liga                  | 2           | 0           | 0           | -                     | -                     | -                     | -          | -          | -          | C1                             | 2                              | 0                              | 0                              | -       | -       | -       | 4     | 0     | 0     |
| 2024-2025             | FC Barcelone          | Liga                  | 23          | 1           | 3           | 1                     | 0                     | 0                     | 2          | 0          | 1          | C1                             | 10                             | 0                              | 2                              | 2       | 0       | 0       | 38    | 1     | 6     |
| Total sur la carrière | Total sur la carrière | Total sur la carrière | 25          | 1           | 3           | 1                     | 0                     | 0                     | 2          | 0          | 1          | -                              | 13                             | 0                              | 2                              | 2       | 0       | 0       | 43    | 1     | 6     |

## Palmarès
| FC Barcelone -17 ans (es) - Copa de Campeones (es) - Champion en 2021-22 (es) FC Barcelone - Championnat d'Espagne - Champion en 2025 - Supercoupe d'Espagne - Vainqueur en 2025 |  | Espagne -17 ans - Torneio Internacional Algarve - Vainqueur en 2020 |